# Лонда
Лонда (італ. Londa) — муніципалітет в Італії, у регіоні Тоскана,  метрополійне місто Флоренція.
Лонда розташована на відстані близько 240 км на північ від Рима, 27 км на схід від Флоренції.
Населення — 1862 особи (2014).
Щорічний фестиваль відбувається 8 грудня. Покровитель — Immacolata Concezione.

## Демографія
Населення за роками:

Станом на 1 січня 2023 року в муніципалітеті офіційно проживали 163 іноземці з 35 країн, серед них 48 громадян країн Євросоюзу та 1 громадянин України.

## Сусідні муніципалітети
- Дікомано
- Пратовеккьо-Стія
- Руфіна
- Сан-Годенцо